# Bet Your Life
Bet Your Life (originaltitel: Bir ihtimal Daha Var) är en turkisk dramakomediserie som hade premiär den 20 mars 2025 på Netflix. Serien är skapad av Deniz Akçay.

## Handling
Serien kretsar kring ett spöke som tidigare varit affärsman som försöker lösa sitt eget mord genom att anlita en avdankad spelskribent.

## Rollista (i urval)
- Ata Demirer
- Ugur Yücel
- Esra Bilgiç
- Lale Mansur